# Графічний редактор

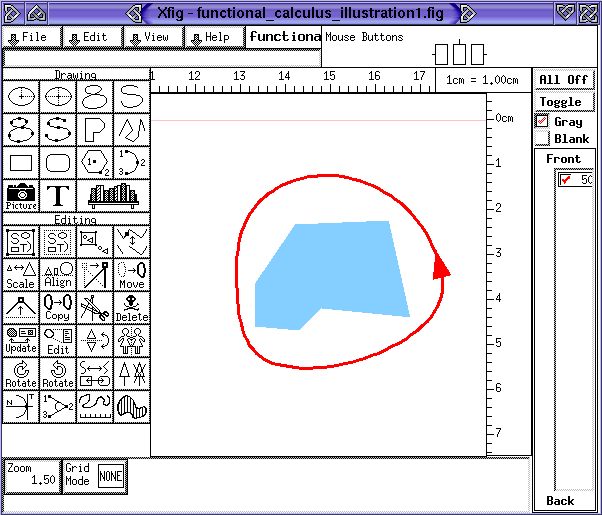
Графічний редактор Xfig

Графічний редактор — прикладна програма (або пакет програм), що дозволяє її користувачеві створювати й редагувати зображення на екрані комп'ютера і зберігати їх в графічних форматах файлів, наприклад, JPEG, PNG, GIF, TIFF.
Деякі графічні редактори призначені для редагування фотографій, тоді як інші — переважно для створення та редагування малюнків.

## Типи графічних редакторів
- Растрові графічні редактори. Найпопулярніші: Adobe Photoshop для операційних систем Microsoft Windows і Mac OS X, GIMP для GNU/Linux і інших POSIX-сумісних. GIMP розповсюджується під ліцензією GNU GPL. Artweaver для операційних систем Microsoft Windows.
- Векторні графічні редактори. Найпопулярніші: Adobe Illustrator, Corel Draw, Macromedia Free Hand — для Windows, Inkscape — для всіх ОС.
- Гібридні графічні редактори. Найпопулярніші: RasterDesk для AutoCAD, Spotlight для операційних систем Microsoft Windows.
- Тривимірні графічні редактори. Найпопулярніші: 3D Studio Max та Maya.

## Формати графічних файлів
Формат файлу визначає спосіб кодування збереженої в ньому інформації. Існує велика кількість форматів, що обумовлено різноманітністю сфер їх застосування.
Формати графічних файлів визначають спосіб зберігання малюнка (у растровому чи векторному вигляді), а також форму зберігання даних (використовуваний алгоритм стиснення). Стиснення найчастіше застосовується до растрових графічних файлів, які займають досить багато місця на диску.

## Користувачі програм растрової графіки
Програми растрової графіки використовують:
- художники-ілюстратори;
- художники-мультиплікатори;
- художники-дизайнери;
- фотографи та ретушери;
- поліграфісти;
- web-дизайнери;
- взагалі, будь-яка людина — вільний художник, із масою творчих ідей та потенціалу.